# Copa da Holanda
A Holland Cup é uma série anual de competições de patinação de velocidade na Holanda, organizada pela Koninklijke Nederlandsche Skating Riders Bond. A série de competições consiste em cinco a dez competições que acontecem durante a temporada de patinação, de outubro a março. A décima primeira edição ocorreu na temporada 2021-2022.

## Projeto
O formato é semelhante ao da Copa do Mundo. Um patinador pode ganhar pontos por Holland Cup e ao final do ciclo o vencedor é o patinador que estiver no topo da classificação final. Além disso, muitas Copas da Holanda têm uma importância secundária, como ingressos iniciais para os campeonatos holandeses (distâncias, all-round, sprint) e a partir de 2015/2016 como seleção para as competições de seleção para a Copa do Mundo. Onde também podem ser conquistadas vagas na temporada 2011/2012 para o Utrecht City Bokaal, Kraantje Lek Trophy e Eindhoven Trophy, essas competições foram fundidas com a Holland Cup desde 2012/2013. Às vezes, além das distâncias individuais normais, novos componentes como perseguição em equipe, sprint em equipe, super sprint, sprint puro ou all-around (sprint ou all-round) também estavam no programa.
A distribuição de pontos é a mesma da Copa do Mundo. Na segunda temporada, foi utilizado um sistema em que os pontos da pior corrida eram eliminados.
| Lugar  | 1   | 2  | 3  | 4  | 5  | 6  | 7  | 8  | 9  | 10 | 11 | 12 | 13 | 14 | 15 | 16 | 17 | 18 | 19 | 20 | 21 | 22 | 23 | 24 |
| ------ | --- | -- | -- | -- | -- | -- | -- | -- | -- | -- | -- | -- | -- | -- | -- | -- | -- | -- | -- | -- | -- | -- | -- | -- |
| Pontos | 100 | 80 | 70 | 60 | 50 | 45 | 40 | 36 | 32 | 28 | 24 | 21 | 18 | 16 | 14 | 12 | 10 | 8  | 6  | 5  | 4  | 3  | 2  | 1  |

Em outros países, competições semelhantes são realizadas sob nomes como Belarus Cup, Japan Cup, National Cup, Norge Cup, Puchar Polski e Russia Cup.

## vencedores
A tabela abaixo dá uma visão geral dos vencedores das classificações finais.

### Homens
| Ano       | 500m                                  | 1000m                                 | 1500m                                 | 5000m                                 |
| --------- | ------------------------------------- | ------------------------------------- | ------------------------------------- | ------------------------------------- |
| 2010/2011 | Lars Elgerma                          | Lars Elgerma                          | Ben Jongejan                          | marca cegonha                         |
| 2011/2012 | Lars Elgerma                          | Lars Elgerma                          | Ben Jongejan                          | Bob de Vries                          |
| 2012/2013 | Jack o Rei                            | Lucas Van Alphen                      | Thomas van Beek                       | Robert Bovenhuis                      |
| 2013/2014 | Lennart Velema                        | Lucas Van Alphen                      | Lucas Van Alphen                      | Arjen van der Kieft                   |
| 2014/2015 | Dai Dai Ntab                          | Lucas Van Alphen                      | Lucas Van Alphen                      | Erik-Jan Kooiman                      |
| 2015/2016 | Jasper Hospes                         | Pam Schipper                          | Martin Van East                       | Matt Stoltenburg                      |
| 2016/2017 | Gijs Esders                           | Gijs Esders                           | Wesly Dys                             | Bart de Vries                         |
| 2017/2018 | Lennart Velema                        | Wesly Dys                             | Cronometragem rápida                  | Lex Dijkstra                          |
| 2018/2019 | Aaron Roman                           | Aaron Roman                           | Thomas Gerdinck                       | Thomas Gerdinck                       |
| 2019/2020 | Cronometragem rápida                  | Merry Scheperkamp                     | Cronometragem rápida                  | Crispin Ariens                        |
| 2020/2021 | Cancelado devido a pandemia de corona | Cancelado devido a pandemia de corona | Cancelado devido a pandemia de corona | Cancelado devido a pandemia de corona |
| 2021/2022 | Aaron Roman                           | Wesly Dys                             | Yves Verger                           | Yves Verger                           |

| Ano       | corrida pura    | Corrida         | Versátil                               |
| --------- | --------------- | --------------- | -------------------------------------- |
| 2013/2014 | Bauke Wiersma   | Aaron Roman     | Thomas van Beek <br /> Wouter Old Hill |
| 2014/2015 | Kevin Schelling |                 |                                        |
| 2015/2016 | Michelle Mulder | Martin Van East | Wesly Dys                              |
| 2017/2018 | Jelte Boersma   |                 |                                        |

### Mulheres
| Ano       | 500m                                  | 1000m                                 | 1500m                                 | 3000m                                 |
| --------- | ------------------------------------- | ------------------------------------- | ------------------------------------- | ------------------------------------- |
| 2010/2011 | Maya Cooper                           | Sophie Nyman                          | Roxanne van Hemert                    | Annouk van der Weijden                |
| 2011/2012 | Piso van den Brandt                   | Lottie van Beek                       | Yvonne Nathan                         | Yvonne Nathan                         |
| 2012/2013 | Maya Cooper                           | Natasja Bruintjes                     | Yvonne Nathan <br /> Irene Schouten   | Jorien Voorhuis                       |
| 2013/2014 | Jane Smith                            | letita de jong                        | Roxanne van Hemert                    | Carlin Achterekte                     |
| 2014/2015 | Piso van den Brandt                   | Jane Smith                            | Yvonne Nathan                         | Yvonne Nathan                         |
| 2015/2016 | letita de jong                        | Anice Das                             | Rainha Anema                          | Melissa Fêmea                         |
| 2016/2017 | Jane Smith                            | Jane Smith                            | Yvonne Nathan                         | Rainha Anema                          |
| 2017/2018 | Dion Voskamp                          | Manouk van Tol                        | Sanne in 't Hof                       | Rainha Anema                          |
| 2018/2019 | Dion Voskamp                          | Elisha Dull                           | bloqueador de rosas                   | bloqueador de rosas                   |
| 2019/2020 | Helga Drost                           | femke beuling                         | Aveline Hijlkema                      | Esther Kiel                           |
| 2020/2021 | Cancelado devido a pandemia de corona | Cancelado devido a pandemia de corona | Cancelado devido a pandemia de corona | Cancelado devido a pandemia de corona |
| 2021/2022 | Esme Stollenga                        | Isabel Grevelt                        | Murta de Boer                         | Aveline Hijlkema                      |

| Ano       | corrida pura        | Corrida            | Versátil       |
| --------- | ------------------- | ------------------ | -------------- |
| 2013/2014 | Piso van den Brandt | Jane Smith         | Irene Schouten |
| 2014/2015 | Monique Klijnstra   |                    |                |
| 2015/2016 | Annette Gerritsen   | Roxanne van Hemert | Melissa Fêmea  |
| 2017/2018 | Anouk Karel         |                    |                |